# Eburia cinerea
Eburia cinerea es una especie de coleóptero crisomeloideo de la familia Cerambycidae. 

## Distribución
Es originaria de Perú.